# Liga Campionilor 2022-2023
Sezonul 2022-2023 al Ligii Campionilor UEFA a fost cea de-a 68-a ediție a celei mai importante competiții de fotbal intercluburi din Europa, și al 31-lea sezon de la redenumirea competiției din Cupa Campionilor Europeni în Liga Campionilor UEFA.
Finala s-a disputat pe Stadionul Olimpic Atatürk din Istanbul, Turcia. Stadionul a fost desemnat inițial să găzduiască finala Ligii Campionilor din 2020, dar atât aceasta, cât și finala din 2021, care a fost ulterior realocată pe Atatürk, au fost mutate din cauza pandemiei de COVID-19. Finala din 2023 a fost disputată de clubul englez Manchester City și clubul italian Inter Milano, primul câștigând cu 1–0 printr-un gol marcat în repriza a doua de către Rodri, care a fost numit de UEFA omul meciului. Pentru Manchester City, aceasta a fost primul lor trofeu al Ligii Campionilor și primul trofeu european din 1970 încoace. După ce, anterior finalei, a câștigat Premier League și FA Cup, ei au obținut o triplă continentală unică. În calitate de câștigător, Manchester City și-a câștigat dreptul de a juca împotriva clubului spaniol Sevilla, câștigătoarea UEFA Europa League 2022-2023, pentru Supercupa Europei 2023, precum și calificarea la Campionatele Mondiale ale Cluburilor FIFA din 2023 și 2025 din Arabia Saudită și, respectiv, Statele Unite.
Real Madrid a fost campioana en-titre, câștigând al paisprezecelea trofeu în ediția precedentă, dar au fost eliminați de eventualii campioni Manchester City în semifinale.

## Locurile alocate pentru fiecare asociație
Un total de 78 de echipe din 53 din cele 55 de asociații membre UEFA (fără Liechtenstein)[Notă LIE] participă în Liga Campionilor 2022–2023. Clasamentul asociațiilor bazat pe Coeficienții țării UEFA este utilizat pentru a determina numărul de echipe participante pentru fiecare asociație:
- Asociațiile 1-4 au câte patru echipe calificate.
- Asociațiile 5-6 au câte trei echipe calificate.
- Asociațiile 7-15 (cu excepția Rusiei)[Notă RUS] au câte două echipe calificate.
- Asociațiile 16–55 (cu excepția Liechtenstein)[Notă LIE] au câte o echipă calificată.
- Câștigătorii Ligii Campionilor 2021-2022 și UEFA Europa League 2021-2022 primesc fiecare un loc automat dacă nu se califică în Liga Campionilor 2022-2023 prin liga lor internă..

Note
1. ^ Liechtenstein (LIE): Cele șapte echipe afiliate la Asociația de Fotbal a Liechtensteinului (LFV) joacă toate în sistemul elvețian de fotbal. Singura competiție organizată de LFV este Cupa Liechtensteinului, câștigătorii cărora se califică în UEFA Europa Conference League.
2. ^ Rusia (RUS):La 28 februarie 2022, cluburile de fotbal rusești și echipele naționale au fost suspendate din competițiile FIFA și UEFA din cauza invaziei ruse a Ucrainei din 2022.[6] Pe 2 mai 2022, UEFA a confirmat că cluburile rusești vor fi excluse din competițiile UEFA 2022-23.[7]

## Calendar
Programul competiției este după cum urmează. Toate meciurile se joacă în zilele de marți și miercuri, în afară de finala rundei preliminare. Orele programate de start, începând din runda play-off, sunt 18:45 și 21:00 CEST/CET, 19:45 și 22:00, ora României.
Întrucât Cupa Mondială FIFA 2022 are loc în Qatar între 21 noiembrie și 18 decembrie 2022, faza grupelor va începe în prima săptămână din septembrie 2022 și se va încheia în prima săptămână din noiembrie 2022 pentru a face loc Cupei Mondiale.
Tragerile la sorți pentru tururile preliminare încep la ora 12:00 CEST/CET, ora 13:00 ora României, și vor avea loc la sediul UEFA din Nyon, Elveția. Tragerea la sorți a grupelor va avea loc la Istanbul, Turcia.
| Fază              | Runda                        | Data tragerii la sorți | Manșa tur                                            | Manșa retur                                          |
| ----------------- | ---------------------------- | ---------------------- | ---------------------------------------------------- | ---------------------------------------------------- |
| Calificare        | Runda preliminară            | 7 iunie 2022           | 21 iunie 2022 (semifinale)                           | 24 iunie 2022 (finală)                               |
| Calificare        | Primul tur de calificare     | 14 iunie 2022          | 5-6 iulie 2022                                       | 12-13 iulie 2022                                     |
| Calificare        | Al doilea tur de calificare  | 15 iunie 2022          | 19-20 iulie 2022                                     | 26-27 iulie 2022                                     |
| Calificare        | Al treilea tur de calificare | 18 iulie 2022          | 2-3 august 2022                                      | 9 august 2022                                        |
| Calificare        | Runda play-off               | 1 august 2022          | 16-17 august 2022                                    | 23-24 august 2022                                    |
| Faza grupelor     | Meciul 1                     | 25 august 2022         | 6-7 septembrie 2022                                  | 6-7 septembrie 2022                                  |
| Faza grupelor     | Meciul 2                     | 25 august 2022         | 13-14 septembrie 2022                                | 13-14 septembrie 2022                                |
| Faza grupelor     | Meciul 3                     | 25 august 2022         | 4-5 octombrie 2022                                   | 4-5 octombrie 2022                                   |
| Faza grupelor     | Meciul 4                     | 25 august 2022         | 11-12 octombrie 2022                                 | 11-12 octombrie 2022                                 |
| Faza grupelor     | Meciul 5                     | 25 august 2022         | 25-26 octombrie 2022                                 | 25-26 octombrie 2022                                 |
| Faza grupelor     | Meciul 6                     | 25 august 2022         | 1-2 noiembrie 2022                                   | 1-2 noiembrie 2022                                   |
| Faza eliminatorie | Optimi de finală             | 7 noiembrie 2022       | 14–15 și 21–22 februarie 2023                        | 7–8 și 14–15 martie 2023                             |
| Faza eliminatorie | Sferturi de finala           | 17 martie 2023         | 11-12 aprilie 2023                                   | 18-19 aprilie 2023                                   |
| Faza eliminatorie | Semifinale                   | 17 martie 2023         | 9-10 mai 2023                                        | 16-17 mai 2023                                       |
| Faza eliminatorie | Finala                       | 17 martie 2023         | 10 iunie 2023 pe Stadionul Olimpic Atatürk, Istanbul | 10 iunie 2023 pe Stadionul Olimpic Atatürk, Istanbul |

## Tururile de calificare

### Runda preliminară
Un total de patru echipe au jucat în runda preliminară. Meciurile au avut loc pe stadionul Víkingsvöllur⁠(d) în Reykjavík, Islanda. Câștigătorul finalei rundei preliminare a avansat în primul tur de calificare. Învinșii în semifinale și finală au fost transferați în cel de-al doilea tur de calificare în Europa Conference League.
| Echipa 1    | Scor  | Echipa 2              |
| ----------- | ----- | --------------------- |
| FCI Levadia | 1 – 6 | Víkingur Reykjavík    |
| La Fiorita  | 1 – 2 | Inter Club d'Escaldes |

| Echipa 1              | Scor  | Echipa 2           |
| --------------------- | ----- | ------------------ |
| Inter Club d'Escaldes | 0 – 1 | Víkingur Reykjavík |

### Primul tur de calificare
Tragerea la sorți pentru primul tur de calificare a avut loc pe 14 iunie 2022, ora 13:00 ora României. Un total de 30 de echipe au jucat în primul tur de calificare: 29 de echipe care au intrat în acest tur și un câștigător al rundei preliminare.
Manșele tur s-au disputat pe 5 și 6 iulie, iar cele retur pe 12 și 13 iulie 2022. Câștigătorii au trecut în cel de-al doilea tur de calificare, pe Ruta Campionilor. Pierzătorii au fost transferați în cel de-al doilea tur de calificare al Conference League, pe Ruta Campionilor.
| Echipa 1          | Scor gen.          | Echipa 2           | Tur   | Retur      |
| ----------------- | ------------------ | ------------------ | ----- | ---------- |
| Pyunik            | 2 – 2 (4 – 3 l.d.) | CFR Cluj           | 0 – 0 | 2 – 2 d.p. |
| Maribor           | 2 – 0              | Šachcior Salihorsk | 0 – 0 | 2 – 0      |
| Ludogoreț Razgrad | 3 – 0              | Sutjeska Nikšić    | 2 – 0 | 1 – 0      |
| F91 Dudelange     | 3 – 1              | Tirana             | 1 – 0 | 2 – 1      |
| Tobol Kostanai    | 1 – 5              | Ferencváros        | 0 – 0 | 1 – 5      |
| Malmö FF          | 6 – 5              | Víkingur Reykjavík | 3 – 2 | 3 – 3      |
| Ballkani          | 1 – 2              | Žalgiris           | 1 – 1 | 0 – 1 d.p. |
| HJK               | 2 – 2 (5 – 4 l.d.) | RFS                | 1 – 0 | 1 – 2 d.p. |
| Bodø/Glimt        | 4 – 3              | KÍ Klaksvík        | 3 – 0 | 1 – 3      |
| The New Saints    | 1 – 2              | Linfield           | 1 – 0 | 0 – 2 d.p. |
| Shamrock Rovers   | 3 – 0              | Hibernians         | 3 – 0 | 0 – 0      |
| Lech Poznań       | 2 – 5              | Qarabağ            | 1 – 0 | 1 – 5      |
| Shkupi⁠(d)         | 3 – 2              | Lincoln Red Imps   | 3 – 0 | 0 – 2      |
| Zrinjski          | 0 – 1              | Sheriff Tiraspol   | 0 – 0 | 0 – 1      |
| Slovan Bratislava | 2 – 1              | Dinamo Batumi      | 0 – 0 | 2 – 1 d.p. |

Note
1. 1 2  Pierzătoarea s-a calificat automat în cel de-al treilea tur de calificare al Conference League, pe Ruta Campionilor

### Al doilea tur de calificare
Tragerea la sorți pentru cel de-al doilea tur de calificare a avut loc pe 15 iunie 2022, ora 13:00 ora României. Un total de 26 de echipe au jucat în această fază. Aceasta a fost împărțită în două rute:
- Ruta Campionilor (20 de echipe): 5 echipe care au intrat în acest tur și 15 câștigători ai primului tur de calificare.
- Ruta Non-campionilor (4 echipe): 4 echipe care au intrat în acest tur.

Manșele tur s-au disputat pe 19 și 20 iulie, iar cele retur pe 26 și 27 iulie 2022. Câștigătorii au trecut în cel de-al treilea tur de calificare, pe rutele lor respective. Pierzătorii campioni au fost transferați în cel de-al treilea tur de calificare al Europa League, pe Ruta Campionilor, iar non-campionii în al treilea tur de calificare al Europa League, pe Ruta Principală.
| Echipa 1          | Scor gen. | Echipa 2          | Tur   | Retur      |
| ----------------- | --------- | ----------------- | ----- | ---------- |
| Ferencváros       | 5 – 3     | Slovan Bratislava | 1 – 2 | 4 – 1      |
| Dinamo Zagreb     | 3 – 2     | Shkupi⁠(d)         | 2 – 2 | 1 – 0      |
| Qarabağ           | 5 – 4     | Zürich            | 3 – 2 | 2 – 2 d.p. |
| HJK               | 1 – 7     | Viktoria Plzeň    | 1 – 2 | 0 – 5      |
| Linfield          | 1 – 8     | Bodø/Glimt        | 1 – 0 | 0 – 8      |
| Žalgiris          | 3 – 0     | Malmö FF          | 1 – 0 | 2 – 0      |
| Ludogoreț Razgrad | 4 – 2     | Shamrock Rovers   | 3 – 0 | 1 – 2      |
| Maribor           | 0 – 1     | Sheriff Tiraspol  | 0 – 0 | 0 – 1      |
| Maccabi Haifa     | 5 – 1     | Olympiacos        | 1 – 1 | 4 – 0      |
| Pyunik            | 4 – 2     | F91 Dudelange     | 0 – 1 | 4 – 1      |

| Echipa 1    | Scor gen.          | Echipa 2    | Tur   | Retur      |
| ----------- | ------------------ | ----------- | ----- | ---------- |
| Midtjylland | 2 – 2 (4 – 3 l.d.) | AEK Larnaca | 1 – 1 | 1 – 1 d.p. |
| Dinamo Kiev | 2 – 1              | Fenerbahçe  | 0 – 0 | 2 – 1 d.p. |

### Al treilea tur de calificare
Tragerea la sorți pentru cel de-al treilea tur de calificare a avut loc pe 18 iulie 2022, ora 13:00 ora României. Un total de 20 de echipe au jucat în această fază. Ea a fost împărțită în două rute:
- Ruta Campionilor (12 echipe): 2 echipe care au intrat în acest tur și 10 câștigători ai celui de-al doilea tur de calificare (Ruta Campionilor).
- Ruta Non-campionilor (8 echipe): 6 echipe care au intrat în acest tur și 2 câștigători ai celui de-al doilea tur de calificare (Ruta Non-campionilor).

Manșele tur s-au disputat pe 2 și 3 august, iar cele retur pe 9 august 2022. Câștigătorii meciurilor au avansat în runda play-off pe rutele lor respective. Pierzătorii campioni au fost transferați în runda play-off al Europa League, pe Ruta Campionilor, iar non-campionii în faza grupelor Europa League.
| Echipa 1             | Scor gen. | Echipa 2         | Tur   | Retur |
| -------------------- | --------- | ---------------- | ----- | ----- |
| Maccabi Haifa        | 4 – 2     | Apollon Limassol | 4 – 0 | 0 – 2 |
| Qarabağ              | 4 – 2     | Ferencváros      | 1 – 1 | 3 – 1 |
| Ludogoreț Razgrad    | 3 – 6     | Dinamo Zagreb    | 1 – 2 | 2 – 4 |
| Sheriff Tiraspol     | 2 – 4     | Viktoria Plzeň   | 1 – 2 | 1 – 2 |
| Bodø/Glimt           | 6 – 1     | Žalgiris         | 5 – 0 | 1 – 1 |
| Steaua Roșie Belgrad | 7 – 0     | Pyunik           | 5 – 0 | 2 – 0 |

| Echipa 1             | Scor gen. | Echipa 2      | Tur   | Retur      |
| -------------------- | --------- | ------------- | ----- | ---------- |
| Monaco               | 3 – 4     | PSV Eindhoven | 1 – 1 | 2 – 3 d.p. |
| Dinamo Kiev          | 3 – 2     | Sturm Graz    | 1 – 0 | 2 – 1 d.p. |
| Union Saint-Gilloise | 2 – 3     | Rangers       | 2 – 0 | 0 – 3      |
| Benfica              | 7 – 1     | Midtjylland   | 4 – 1 | 3 – 1      |

### Runda play-off
Tragerea la sorți pentru runda play-off a avut loc pe 2 august 2022, ora 13:00 ora României. Un total de 12 de echipe au jucat în această fază. Aceasta a fost împărțită în două rute:
- Ruta Campionilor (8 echipe): 2 echipe care au intrat în această rundă și 6 câștigători ai celui de-al treilea tur de calificare (Ruta Campionilor).
- Ruta Non-campionilor (4 echipe): 4 câștigători ai celui de-al treilea tur de calificare (Ruta Non-campionilor).

Manșele tur s-au disputat pe 16 și 17 august, iar cele retur pe 23 și 24 august 2022. Câștigătorii meciurilor au avansat în faza grupelor. Pierzătorii au fost transferați în faza grupelor Europa League.
| Echipa 1      | Scor gen. | Echipa 2             | Tur   | Retur      |
| ------------- | --------- | -------------------- | ----- | ---------- |
| Qarabağ       | 1 – 2     | Viktoria Plzeň       | 0 – 0 | 1 – 2      |
| Bodø/Glimt    | 2 – 4     | Dinamo Zagreb        | 1 – 0 | 1 – 4 d.p. |
| Maccabi Haifa | 5 – 4     | Steaua Roșie Belgrad | 3 – 2 | 2 – 2      |
| Copenhaga     | 2 – 1     | Trabzonspor          | 2 – 1 | 0 – 0      |

| Echipa 1    | Scor gen. | Echipa 2      | Tur   | Retur |
| ----------- | --------- | ------------- | ----- | ----- |
| Dinamo Kiev | 0 – 5     | Benfica       | 0 – 2 | 0 – 3 |
| Rangers     | 3 – 2     | PSV Eindhoven | 2 – 2 | 1 – 0 |

## Faza grupelor
Un total de 32 de echipe au jucat în faza grupelor: 26 de echipe care au intrat în această fază, și cele șase câștigătoare a rundei play-off (patru de pe ruta campionilor, doi de pe ruta non-campionilor).
Tragerea la sorți a avut loc în Istanbul, Turcia pe 25 august 2022, la ora 19:00 EEST. Cele 32 de echipe au fost împărțite în opt grupe, de câte patru echipe, echipele din aceeași țară neputând fi extrase în aceeași grupă. Pentru extragere, echipele au fost împărțite în patru urne pe baza următoarelor principii:
- Urna 1 - câștigătoarea Ligii Campionilor din sezonul 2021–2022, câștigătoarea Europa League din sezonul 2021–2022 și campioanele primelor șase asociații, în funcție de coeficientul UEFA. Deoarece deținătoarea trofeului Ligii Campionilor, Real Madrid, este, de asemenea, campioana Asociației 2 (Spania), campioana Asociației 7 (Țările de Jos), Ajax, va fi, de asemenea, plasată în urna 1.
- Urnele 2, 3 și 4 - restul echipelor care nu s-au încadrat în criteriile necesare pentru a fi plasate în urna 1, vor fi plasate în urnele 2, 3, 4, în funcție de coeficientul acumulat.

| Urna 1 - Real Madrid CC: 124.000 - Eintracht Frankfurt CC: 61.000 - Manchester City CC: 134.000 - Milan CC: 38.000 - Bayern München CC: 138.000 - Paris Saint-Germain CC: 112.000 - Porto CC: 80.000 - Ajax CC: 82.500 | Urna 2 - Liverpool CC: 134.000 - Chelsea CC: 123.000 - Barcelona CC: 114.000 - Juventus CC: 107.000 - Atlético Madrid CC: 105.000 - Sevilla CC: 91.000 - RB Leipzig CC: 83.000 - Tottenham Hotspur CC: 83.000 | Urna 3 - Borussia Dortmund CC: 78.000 - Red Bull Salzburg CC: 71.000 - Șahtar Donețk CC: 71.000 - Inter Milano CC: 67.000 - Napoli CC: 66.000 - Benfica CC: 61.000 - Sporting CP CC: 55.500 - Bayer Leverkusen CC: 53.000 | Urna 4 - Rangers CC: 50.250 - Dinamo Zagreb CC: 49.500 - Marseille CC: 44.000 - Copenhaga CC: 40.500 - Club Brugge CC: 38.500 - Celtic CC: 33.000 - Viktoria Plzeň CC: 31.000 - Maccabi Haifa CC: 7.000 |

### Grupa A
| Loc                                                                                | Echipă    | Pct. | MJ | V | E | Î | GM | GP | DG  |  | NAP | LIV | AJX | RAN |
| ---------------------------------------------------------------------------------- | --------- | ---- | -- | - | - | - | -- | -- | --- |  | --- | --- | --- | --- |
| 1.                                                                                 | Napoli    | 15   | 6  | 5 | 0 | 1 | 20 | 6  | +14 |  | —   | 4–1 | 4–2 | 3–0 |
| 2.                                                                                 | Liverpool | 15   | 6  | 5 | 0 | 1 | 17 | 6  | +11 |  | 2–0 | —   | 2–1 | 2–0 |
| 3.                                                                                 | Ajax      | 6    | 6  | 2 | 0 | 4 | 11 | 16 | −5  |  | 1–6 | 0–3 | —   | 4–0 |
| 4.                                                                                 | Rangers   | 0    | 6  | 0 | 0 | 6 | 2  | 22 | −20 |  | 0–3 | 1–7 | 1–3 | —   |
| Legendă: Locurile 1, 2: Calificare în optimi Locul 3: Transferată în Europa League |           |      |    |   |   |   |    |    |     |  |     |     |     |     |

1. 1 2  Napoli în față datorită rezultatelor directe: NAP 4-1 LIV; LIV 2-0 NAP

### Grupa B
| Loc                                                                                | Echipă          | Pct. | MJ | V | E | Î | GM | GP | DG |  | POR | BRU | LEV | ATM |
| ---------------------------------------------------------------------------------- | --------------- | ---- | -- | - | - | - | -- | -- | -- |  | --- | --- | --- | --- |
| 1.                                                                                 | Porto           | 12   | 6  | 4 | 0 | 2 | 12 | 7  | +5 |  | —   | 0–4 | 2–0 | 2–1 |
| 2.                                                                                 | Club Brugge     | 11   | 6  | 3 | 2 | 1 | 7  | 4  | +3 |  | 0–4 | —   | 1–0 | 2–0 |
| 3.                                                                                 | Leverkusen      | 5    | 6  | 1 | 2 | 3 | 4  | 8  | −4 |  | 0–3 | 0–0 | —   | 2–0 |
| 4.                                                                                 | Atlético Madrid | 5    | 6  | 1 | 2 | 3 | 5  | 9  | −4 |  | 2–1 | 0–0 | 2–2 | —   |
| Legendă: Locurile 1, 2: Calificare în optimi Locul 3: Transferată în Europa League |                 |      |    |   |   |   |    |    |    |  |     |     |     |     |

1. 1 2  Leverkusen în față datorită rezultatelor directe: LEV 2-0 ATM; ATM 2-2 LEV

### Grupa C
| Loc                                                                                | Echipă       | Pct. | MJ | V | E | Î | GM | GP | DG  |  | BAY | INT | BAR | PLZ |
| ---------------------------------------------------------------------------------- | ------------ | ---- | -- | - | - | - | -- | -- | --- |  | --- | --- | --- | --- |
| 1.                                                                                 | Bayern       | 18   | 6  | 6 | 0 | 0 | 18 | 2  | +16 |  | —   | 2–0 | 2–0 | 5–0 |
| 2.                                                                                 | Inter Milano | 10   | 6  | 3 | 1 | 2 | 10 | 7  | +3  |  | 0–2 | —   | 1–0 | 4–0 |
| 3.                                                                                 | Barcelona    | 7    | 6  | 2 | 1 | 3 | 12 | 12 | 0   |  | 0–3 | 3–3 | —   | 5–1 |
| 4.                                                                                 | Plzeň        | 0    | 6  | 0 | 0 | 6 | 5  | 24 | −19 |  | 2–4 | 0–2 | 2–4 | —   |
| Legendă: Locurile 1, 2: Calificare în optimi Locul 3: Transferată în Europa League |              |      |    |   |   |   |    |    |     |  |     |     |     |     |

### Grupa D
| Loc                                                                                | Echipă              | Pct. | MJ | V | E | Î | GM | GP | DG |  | TOT | FRA | SPO | MAR |
| ---------------------------------------------------------------------------------- | ------------------- | ---- | -- | - | - | - | -- | -- | -- |  | --- | --- | --- | --- |
| 1.                                                                                 | Tottenham           | 11   | 6  | 3 | 2 | 1 | 8  | 6  | +2 |  | —   | 3–2 | 1–1 | 2–0 |
| 2.                                                                                 | Eintracht Frankfurt | 10   | 6  | 3 | 1 | 2 | 7  | 8  | −1 |  | 0–0 | —   | 0–3 | 2–1 |
| 3.                                                                                 | Sporting            | 7    | 6  | 2 | 1 | 3 | 8  | 9  | −1 |  | 2–0 | 1–2 | —   | 0–2 |
| 4.                                                                                 | Marseille           | 6    | 6  | 2 | 0 | 4 | 8  | 8  | 0  |  | 1–2 | 0–1 | 4–1 | —   |
| Legendă: Locurile 1, 2: Calificare în optimi Locul 3: Transferată în Europa League |                     |      |    |   |   |   |    |    |    |  |     |     |     |     |

### Grupa E
| Loc                                                                                | Echipă        | Pct. | MJ | V | E | Î | GM | GP | DG |  | CHE | MIL | SAL | DZG |
| ---------------------------------------------------------------------------------- | ------------- | ---- | -- | - | - | - | -- | -- | -- |  | --- | --- | --- | --- |
| 1.                                                                                 | Chelsea       | 13   | 6  | 4 | 1 | 1 | 10 | 4  | +6 |  | —   | 3–0 | 1–1 | 2–1 |
| 2.                                                                                 | Milan         | 10   | 6  | 3 | 1 | 2 | 12 | 7  | +5 |  | 0–2 | —   | 4–0 | 3–1 |
| 3.                                                                                 | Salzburg      | 6    | 6  | 1 | 3 | 2 | 5  | 9  | −4 |  | 1–2 | 1–1 | —   | 1–0 |
| 4.                                                                                 | Dinamo Zagreb | 4    | 6  | 1 | 1 | 4 | 4  | 11 | −7 |  | 1–0 | 0–4 | 1–1 | —   |
| Legendă: Locurile 1, 2: Calificare în optimi Locul 3: Transferată în Europa League |               |      |    |   |   |   |    |    |    |  |     |     |     |     |

### Grupa F
| Loc                                                                                | Echipă          | Pct. | MJ | V | E | Î | GM | GP | DG  |  | RMA | RBL | SHA | CEL |
| ---------------------------------------------------------------------------------- | --------------- | ---- | -- | - | - | - | -- | -- | --- |  | --- | --- | --- | --- |
| 1.                                                                                 | Real Madrid     | 13   | 6  | 4 | 1 | 1 | 15 | 6  | +9  |  | —   | 2–0 | 2–1 | 5–1 |
| 2.                                                                                 | RB Leipzig      | 12   | 6  | 4 | 0 | 2 | 13 | 9  | +4  |  | 3–2 | —   | 1–4 | 3–1 |
| 3.                                                                                 | Șahtior Donețsk | 6    | 6  | 1 | 3 | 2 | 8  | 10 | −2  |  | 1–1 | 0–4 | —   | 1–1 |
| 4.                                                                                 | Celtic          | 2    | 6  | 0 | 2 | 4 | 4  | 15 | −11 |  | 0–3 | 0–2 | 1–1 | —   |
| Legendă: Locurile 1, 2: Calificare în optimi Locul 3: Transferată în Europa League |                 |      |    |   |   |   |    |    |     |  |     |     |     |     |

### Grupa G
| Loc                                                                                | Echipă          | Pct. | MJ | V | E | Î | GM | GP | DG  |  | MCI | DOR | SEV | CPH |
| ---------------------------------------------------------------------------------- | --------------- | ---- | -- | - | - | - | -- | -- | --- |  | --- | --- | --- | --- |
| 1.                                                                                 | Manchester City | 14   | 6  | 4 | 2 | 0 | 14 | 2  | +12 |  | —   | 2–1 | 3–1 | 5–0 |
| 2.                                                                                 | Dortmund        | 9    | 6  | 2 | 3 | 1 | 10 | 5  | +5  |  | 0–0 | —   | 1–1 | 3–0 |
| 3.                                                                                 | Sevilla         | 5    | 6  | 1 | 2 | 3 | 6  | 12 | −6  |  | 0–4 | 1–4 | —   | 3–0 |
| 4.                                                                                 | Copenhaga       | 3    | 6  | 0 | 3 | 3 | 1  | 12 | −11 |  | 0–0 | 1–1 | 0–0 | —   |
| Legendă: Locurile 1, 2: Calificare în optimi Locul 3: Transferată în Europa League |                 |      |    |   |   |   |    |    |     |  |     |     |     |     |

### Grupa H
| Loc                                                                                | Echipă        | Pct. | MJ | V | E | Î | GM | GP | DG |  | BEN | PAR | JUV | MHA |
| ---------------------------------------------------------------------------------- | ------------- | ---- | -- | - | - | - | -- | -- | -- |  | --- | --- | --- | --- |
| 1.                                                                                 | Benfica       | 14   | 6  | 4 | 2 | 0 | 16 | 7  | +9 |  | —   | 1–1 | 4–3 | 2–0 |
| 2.                                                                                 | PSG           | 14   | 6  | 4 | 2 | 0 | 16 | 7  | +9 |  | 1–1 | —   | 2–1 | 7–2 |
| 3.                                                                                 | Juventus      | 3    | 6  | 1 | 0 | 5 | 9  | 13 | −4 |  | 1–2 | 1–2 | —   | 3–1 |
| 4.                                                                                 | Maccabi Haifa | 3    | 6  | 1 | 0 | 5 | 7  | 12 | −5 |  | 1–6 | 1–3 | 2–0 | —   |
| Legendă: Locurile 1, 2: Calificare în optimi Locul 3: Transferată în Europa League |               |      |    |   |   |   |    |    |    |  |     |     |     |     |

1. 1 2  Benfica în față datorită numărului mai mare de goluri marcate în deplasare: BEN 9; PAR 6
2. 1 2  Juventus în față datorită rezultatelor directe: JUV 3-1 MHA; MHA 2-0 JUV

## Faza eliminatorie

### Echipele calificate
Echipele au fost împărțite în două urne valorice pentru a stabili meciurile din optimile de finală: capii de serie au fost câștigătoarele fiecărei grupe, iar non-capii de serie fiind echipele care au terminat pe locul 2 în grupa respectivă.
| Grupa | Câștigătoarele (capi de serie) | Echipele de pe locul 2 (non-capi de serie) |
| ----- | ------------------------------ | ------------------------------------------ |
| A     | Napoli                         | Liverpool                                  |
| B     | Porto                          | Club Brugge                                |
| C     | Bayern München                 | Inter Milano                               |
| D     | Tottenham Hotspur              | Eintracht Frankfurt                        |
| E     | Chelsea                        | Milan                                      |
| F     | Real Madrid                    | RB Leipzig                                 |
| G     | Manchester City                | Borussia Dortmund                          |
| H     | Benfica                        | Paris Saint-Germain                        |

### Rezumat
|  | Optimi de finală    | Optimi de finală | Optimi de finală | Optimi de finală |                     |                 | Sferturi de finală | Sferturi de finală | Sferturi de finală | Sferturi de finală |  |  | Semifinale | Semifinale | Semifinale | Semifinale |  |  | Finala | Finala | Finala | Finala |
|  |                     |                  |                  |                  |                     |                 |                    |                    |                    |                    |  |  |            |            |            |            |  |  |        |        |        |        |
|  |                     |                  |                  |                  |                     |                 |                    |                    |                    |                    |  |  |            |            |            |            |  |  |        |        |        |        |
|  |                     |                  |                  |                  |                     |                 |                    |                    |                    |                    |  |  |            |            |            |            |  |  |        |        |        |        |
|  | Liverpool           | 1                | 0                | 2                |                     |                 |                    |                    |                    |                    |  |  |            |            |            |            |  |  |        |        |        |        |
|  | Liverpool           | 1                | 0                | 2                |                     |                 |                    |                    |                    |                    |  |  |            |            |            |            |  |  |        |        |        |        |
|  | Real Madrid         | 5                | 2                | 6                |                     |                 |                    |                    |                    |                    |  |  |            |            |            |            |  |  |        |        |        |        |
|  | Real Madrid         | 5                | 2                | 6                | Real Madrid         | 2               | 2                  | 4                  |                    |                    |  |  |            |            |            |            |  |  |        |        |        |        |
|  |                     |                  |                  |                  | Real Madrid         | 2               | 2                  | 4                  |                    |                    |  |  |            |            |            |            |  |  |        |        |        |        |
|  |                     | Chelsea          | 0                | 0                | 0                   |                 |                    |                    |                    |                    |  |  |            |            |            |            |  |  |        |        |        |        |
|  | Borussia Dortmund   | Chelsea          | 0                | 0                | 0                   | 1               | 0                  | 1                  |                    |                    |  |  |            |            |            |            |  |  |        |        |        |        |
|  | Borussia Dortmund   |                  |                  |                  |                     | 1               | 0                  | 1                  |                    |                    |  |  |            |            |            |            |  |  |        |        |        |        |
|  | Chelsea             | 0                | 2                | 2                |                     |                 |                    |                    |                    |                    |  |  |            |            |            |            |  |  |        |        |        |        |
|  | Chelsea             | 0                | 2                | 2                | Real Madrid         | 1               | 0                  | 1                  |                    |                    |  |  |            |            |            |            |  |  |        |        |        |        |
|  |                     |                  |                  |                  | Real Madrid         | 1               | 0                  | 1                  |                    |                    |  |  |            |            |            |            |  |  |        |        |        |        |
|  |                     | Manchester City  | 1                | 4                | 5                   |                 |                    |                    |                    |                    |  |  |            |            |            |            |  |  |        |        |        |        |
|  | RB Leipzig          | Manchester City  | 1                | 4                | 5                   | 1               | 2                  | 3                  |                    |                    |  |  |            |            |            |            |  |  |        |        |        |        |
|  | RB Leipzig          |                  |                  |                  |                     | 1               | 2                  | 3                  |                    |                    |  |  |            |            |            |            |  |  |        |        |        |        |
|  | Manchester City     | 1                | 1                | 2                |                     |                 |                    |                    |                    |                    |  |  |            |            |            |            |  |  |        |        |        |        |
|  | Manchester City     | 1                | 1                | 2                | Manchester City     | 3               | 1                  | 4                  |                    |                    |  |  |            |            |            |            |  |  |        |        |        |        |
|  |                     |                  |                  |                  | Manchester City     | 3               | 1                  | 4                  |                    |                    |  |  |            |            |            |            |  |  |        |        |        |        |
|  |                     | Bayern Munich    | 0                | 1                | 1                   |                 |                    |                    |                    |                    |  |  |            |            |            |            |  |  |        |        |        |        |
|  | Paris Saint-Germain | Bayern Munich    | 0                | 1                | 1                   | 0               | 0                  | 0                  |                    |                    |  |  |            |            |            |            |  |  |        |        |        |        |
|  | Paris Saint-Germain |                  |                  |                  | 10 iunie – Istanbul | 0               | 0                  | 0                  |                    |                    |  |  |            |            |            |            |  |  |        |        |        |        |
|  | Bayern Munich       | 1                | 2                | 3                |                     |                 |                    |                    |                    |                    |  |  |            |            |            |            |  |  |        |        |        |        |
|  | Bayern Munich       | 1                | 2                | 3                | Manchester City     | Manchester City | Manchester City    | 1                  |                    |                    |  |  |            |            |            |            |  |  |        |        |        |        |
|  |                     |                  |                  |                  | Manchester City     | Manchester City | Manchester City    | 1                  |                    |                    |  |  |            |            |            |            |  |  |        |        |        |        |
|  |                     | Inter Milano     | Inter Milano     | Inter Milano     | 0                   |                 |                    |                    |                    |                    |  |  |            |            |            |            |  |  |        |        |        |        |
|  | Milan               | Inter Milano     | Inter Milano     | Inter Milano     | 0                   | 1               | 0                  | 1                  |                    |                    |  |  |            |            |            |            |  |  |        |        |        |        |
|  | Milan               |                  |                  |                  |                     | 1               | 0                  | 1                  |                    |                    |  |  |            |            |            |            |  |  |        |        |        |        |
|  | Tottenham Hotspur   | 0                | 0                | 0                |                     |                 |                    |                    |                    |                    |  |  |            |            |            |            |  |  |        |        |        |        |
|  | Tottenham Hotspur   | 0                | 0                | 0                | Milan               | 1               | 1                  | 2                  |                    |                    |  |  |            |            |            |            |  |  |        |        |        |        |
|  |                     |                  |                  |                  | Milan               | 1               | 1                  | 2                  |                    |                    |  |  |            |            |            |            |  |  |        |        |        |        |
|  |                     | Napoli           | 0                | 1                | 1                   |                 |                    |                    |                    |                    |  |  |            |            |            |            |  |  |        |        |        |        |
|  | Eintracht Frankfurt | Napoli           | 0                | 1                | 1                   | 0               | 0                  | 0                  |                    |                    |  |  |            |            |            |            |  |  |        |        |        |        |
|  | Eintracht Frankfurt |                  |                  |                  |                     | 0               | 0                  | 0                  |                    |                    |  |  |            |            |            |            |  |  |        |        |        |        |
|  | Napoli              | 2                | 3                | 5                |                     |                 |                    |                    |                    |                    |  |  |            |            |            |            |  |  |        |        |        |        |
|  | Napoli              | 2                | 3                | 5                | Milan               | 0               | 0                  | 0                  |                    |                    |  |  |            |            |            |            |  |  |        |        |        |        |
|  |                     |                  |                  |                  | Milan               | 0               | 0                  | 0                  |                    |                    |  |  |            |            |            |            |  |  |        |        |        |        |
|  |                     | Inter Milano     | 2                | 1                | 3                   |                 |                    |                    |                    |                    |  |  |            |            |            |            |  |  |        |        |        |        |
|  | Club Brugge         | Inter Milano     | 2                | 1                | 3                   | 0               | 1                  | 1                  |                    |                    |  |  |            |            |            |            |  |  |        |        |        |        |
|  | Club Brugge         |                  |                  |                  |                     | 0               | 1                  | 1                  |                    |                    |  |  |            |            |            |            |  |  |        |        |        |        |
|  | Benfica             | 2                | 5                | 7                |                     |                 |                    |                    |                    |                    |  |  |            |            |            |            |  |  |        |        |        |        |
|  | Benfica             | 2                | 5                | 7                | Benfica             | 0               | 3                  | 3                  |                    |                    |  |  |            |            |            |            |  |  |        |        |        |        |
|  |                     |                  |                  |                  | Benfica             | 0               | 3                  | 3                  |                    |                    |  |  |            |            |            |            |  |  |        |        |        |        |
|  |                     | Inter Milano     | 2                | 3                | 5                   |                 |                    |                    |                    |                    |  |  |            |            |            |            |  |  |        |        |        |        |
|  | Inter Milano        | Inter Milano     | 2                | 3                | 5                   | 1               | 0                  | 1                  |                    |                    |  |  |            |            |            |            |  |  |        |        |        |        |
|  | Inter Milano        |                  |                  |                  |                     | 1               | 0                  | 1                  |                    |                    |  |  |            |            |            |            |  |  |        |        |        |        |
|  | Porto               | 0                | 0                | 0                |                     |                 |                    |                    |                    |                    |  |  |            |            |            |            |  |  |        |        |        |        |
|  | Porto               | 0                | 0                | 0                |                     |                 |                    |                    |                    |                    |  |  |            |            |            |            |  |  |        |        |        |        |

### Optimi de finală
| Echipa 1            | Scor gen. | Echipa 2          | Tur | Retur |
| ------------------- | --------- | ----------------- | --- | ----- |
| RB Leipzig          | 1–8       | Manchester City   | 1–1 | 0–7   |
| Club Brugge         | 1–7       | Benfica           | 0–2 | 1–5   |
| Liverpool           | 2–6       | Real Madrid       | 2–5 | 0–1   |
| Milan               | 1–0       | Tottenham Hotspur | 1–0 | 0–0   |
| Eintracht Frankfurt | 0–5       | Napoli            | 0–2 | 0–3   |
| Borussia Dortmund   | 1–2       | Chelsea           | 1–0 | 0–2   |
| Inter Milano        | 1–0       | Porto             | 1–0 | 0–0   |
| Paris Saint-Germain | 0–3       | Bayern München    | 0–1 | 0–2   |

### Sferturi de finală
| Echipa 1        | Scor gen. | Echipa 2      | Tur | Retur |
| --------------- | --------- | ------------- | --- | ----- |
| Real Madrid     | 4–0       | Chelsea       | 2–0 | 2–0   |
| Benfica         | 3–5       | Inter Milano  | 0–2 | 3–3   |
| Manchester City | 4–1       | Bayern Munich | 3–0 | 1–1   |
| Milan           | 2–1       | Napoli        | 1–0 | 1–1   |

### Semifinale
| Echipa 1    | Scor gen. | Echipa 2        | Tur | Retur |
| ----------- | --------- | --------------- | --- | ----- |
| Milan       | 0–3       | Inter Milano    | 0–2 | 0–1   |
| Real Madrid | 1–5       | Manchester City | 1–1 | 0–4   |

### Finala
| Manchester City | 1–0    | Inter Milano |
| --------------- | ------ | ------------ |
| - Rodri 68'     | Raport |              |